# Brie

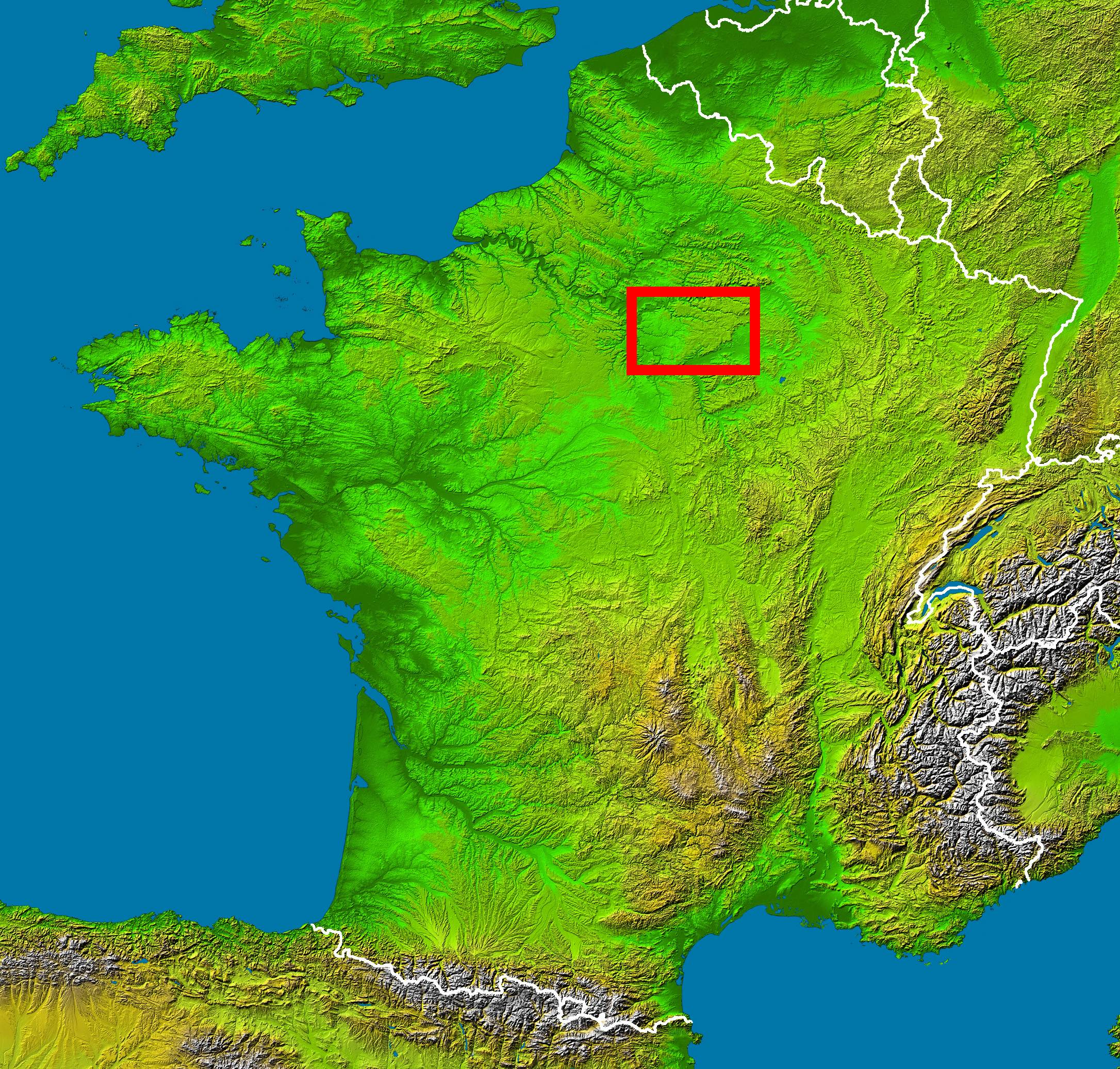
Localizarea aproximativă a regiunii Brie

Brie este o regiune istorică din Franța, faimoasă în special pentru brânza cu același nume. A fost divizată în două sectoare de diverși lorzi feudali: Brie française, care concordă în linii mari cu departamentul Seine-et-Marne din regiunea Île-de-France, și Brie champenoise, care formează o porțiune din departamentul actual Marne, parte a provinciei istorice Champagne (astăzi în regiunea Champagne-Ardenne).